# Byggeområdeplan
En byggeområdeplan (også kaldet bygningsvedtægt) var i tiden forud for planlovreformen en vedtægt for den almindelige fastlæggelse af anvendelsen af arealer inddragne til byudviklingen. Byggeområdeplanerne var ikke byplaner i egentlig forstand, men snarere midlertidige vedtægter lavet under hensyn til dispositionsplanernes målsætninger og bestemmelser.

## Baggrund og lovgrundlag
Baggrunden for indførelse af byggeområdeplaner var ønsket om at sikre, at der ikke skete en hovedløs og usammenpasset byudvikling. Man ønskede at sikre, at arealanvendelsen blev hensigtsmæssig, sammenpasset veje og tekniske anlæg på en (økonomisk og praktisk) rationel måde og under hensyn til landskabsbevarende og fritidsbetingede forhold. De var ret at opfatte som midlertidige bestemmelser, indtil at der var udarbejdet partielle byplanvedtægter for de enkelte steder (bykvarterer).
Bygningsvedtægterne eller byggeområdeplanerne blev indført ved byggeloven nr. 246 af 10. juni 1960 for købstæderne og landet, i daglig tale kaldet landsbyggeloven. Lovens ansvarsområde hørte under det daværende boligministerium.

## Byggeområdeplaners indhold
Landsbyggelovens §16 fastslog, at en kommune kunne fastsætte byggeområder, og i §§ 37-40 var fastsat nærmere bestemmelser om reglerne herfor. Der udarbejdedes en normal-bygningvedtægt, som i almindelighed blev fulgt af de enkelte kommuner. Som hovedregel skelnedes mellem boligområder, erhvervsanvendelse og blandet anvendelse. Boligområder kunne underinddeles i boliger til helårsanvendelse og sommerbeboelse. Erhvervsområderne kunne underinddeles efter brug i industri og lignende, til kontor- og forretningsvirksomhed og til havnevirksomhed.
Boligområder skulle være forbeholdt boligbebyggelse, dog kunne tillades forretningslokaler og mindre værksteder til områdets daglige forsyninger.
Erhvervsområder var forbeholdt bebyggelse til industri- og værkstedsvirksomhed samt oplag, desuden forretningsvirksomhed i tilknytning hertil. Kun enkelte boliger var forudset, for driftsledere, opsyn og lignende.
Blandede områder var områder for blandet bolig og erhverv (dog kun efter tilladelse produktionsvirksomhed og udendørs oplag). Særligt generende virksomhed kunne forbydes og beplantninger til adskillelse pålægges.
Sommerhusområder var forbeholdt bygninger, der kun måtte anvendes til beboelse i sommermånederne og til kortere ferier i resten af året.
Foruden arealanvendelsen indeholdt byggeområdeplanerne bestemmelser om:
1. højeste udnyttelsesgrad,
2. højeste etageantal,
3. største bygningshøjde,
4. mindste indbyrdes afstande,
5. bebyggelsens karakter af fritliggende eller sluttet,
6. mindste grundstørrelser[2].

## Gyldighed
Bygningsvedtægter blev ikke tinglyst på de enkelte berørte ejendomme.

## Ophævelse
Bygningsvedtægterne forblev i kraft til planlovreformen. De afløstes af kommunernes §15-rammer, der fungerede indtil, at der var vedtaget en egentlig kommuneplan med tilpassede bestemmelser i henhold til kommuneplanloven.

## Bygningsvedtægternes omfang
Bygningsvedtægter forekom over hele landet. Man kunne efter bygningsmyndighed skelne imellem:
- egen bygningsmyndighed; i bygningsvedtægten er udlagt byggeområder og eventuelt grundkredse.
- egen bygningsmyndighed; i bygningsvedtægten er alene udlagt byggeområder til sommerhusbebyggelse.
- egen bygningsmyndighed; bygningsvedtægten er udformet som en grundvedtægt.
- bygningsmyndigheden udøves af amtsrådet[4].